# Bahía de los Abrigos

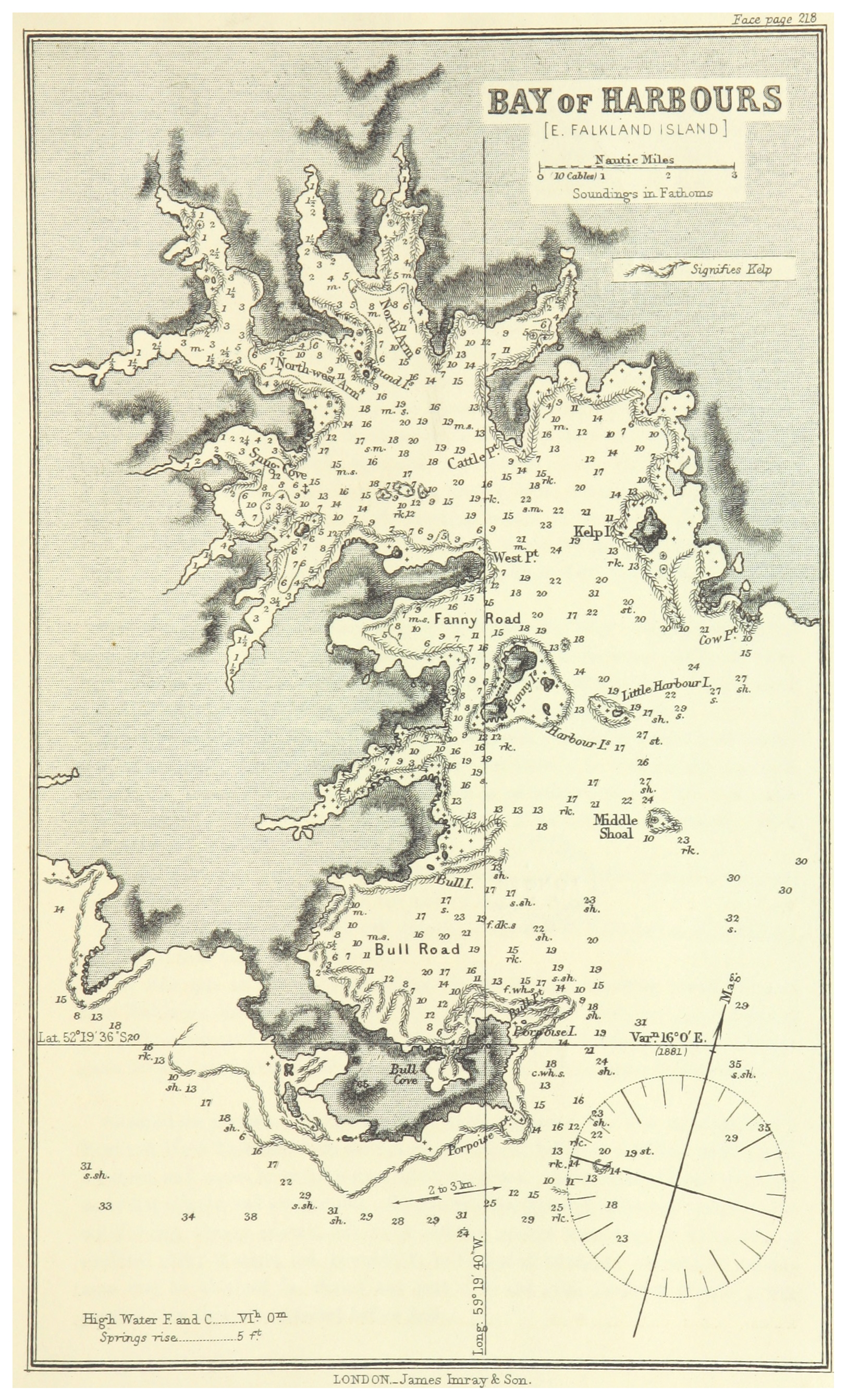
Mapa británico de 1884 de la bahía con la toponimia británica.

La bahía de la Abrigos (en inglés: Bay of Harbours) es una entrada o fiordo en la costa sureste de la isla Soledad, Islas Malvinas. Se encuentra entre el canal Águila y la bahía del Laberinto. Brazo Norte está en su extremo hacia tierra y las islas de los Leones Marinos se encuentran al sudeste de su boca.